# B&M Nr. 5000 bis 5006
Die Lokomotiven Nr. 5000 bis 5006 der Boston and Maine Railroad waren Elektrolokomotiven für den Einsatz auf der Eisenbahnstrecke durch den Hoosac-Tunnel.

## Geschichte

Nr. 5000 und 5001 (ex 2501 und 2502)

Durch die hohe Rauch- und Gasbelastung im Hoosac-Tunnel war die Kapazität des Tunnels eingeschränkt. Außerdem wurde die Unterhaltung des Tunnels erschwert. Aus diesem Grunde entschied sich die Boston & Maine Railroad, den Tunnel zu elektrifizieren. Da die Gesellschaft zu diesem Zeitpunkt von der New York, New Haven and Hartford Railroad kontrolliert wurde, entschied man sich für das dort bereits genutzte System. Am 27. Mai 1911 erfolgte die Eröffnung des elektrischen Oberleitungsbetriebes mit Wechselspannung von 11 kV und 25 Hz. Zur Betriebsaufnahme wurden fünf Lokomotiven geliefert. Von den Baldwin Locomotive Works stammt der mechanische Teil und von Westinghouse Electric die elektrische Ausrüstung. Diese entsprachen weitgehend der im Vorjahr an die New Haven gelieferte Versuchslokomotive NH Nr. 071. Die zwischen Oktober und Dezember 1910 gefertigten Lokomotiven wurden zunächst mit den Bahnnummern 2501 bis 2505 eingeordnet. Aber bereits im Mai 1911 erfolgte eine Umnummerierung in den Nummernbereich 5000 bis 5004. Die Lokomotiven wurden als Vorspannlokomotiven eingesetzt, während die planmäßigen Dampflokomotiven am Zug verblieben und leer mitliefen. Eine Lokomotive war in der Lage, einen 1450 Tonnen schweren Zug auf der Steigung im Tunnel von 0,5 % mit 32 km/h zu befördern. Drei Lokomotiven hatten eine Übersetzung für den Güter- und zwei für den Personenverkehr.
1912 wurde die Lokomotive Nr. 5004 bei einem Unfall, bei dem vier Beschäftigte starben, schwer beschädigt. Die Lokomotive wurde jedoch wieder aufgebaut. 1917 wurden noch zwei weitere baugleiche Lokomotiven geliefert. Die beiden zuletzt gelieferten Lokomotiven wurden 1942 und 1945 ausgemustert. Ab 1946 erfolgte die Zugförderung durch Diesellokomotiven. Der elektrische Zugbetrieb wurde daraufhin eingestellt. Die übrigen fünf Fahrzeuge wurden im Februar 1947 ausgemustert und verschrottet.

## Konstruktive Merkmale
Auf dem Rahmen der Lokomotive saß ein geschlossener Kastenaufbau. Die beiden Drehgestelle waren mit je einer zusätzlichen, führenden Laufachse ausgerüstet. Sie trugen ebenfalls die Zug- und Stoßvorrichtungen. Die drei Achsen eines Drehgestells waren durch Ausgleichshebel verbunden.
Die Maschinen verfügten über zwei Scherenstromabnehmer. Die Kraftübertragung zwischen Fahrmotoren und Radsätzen erfolgte über Westinghouse-Federantriebe.
Ursprünglich wurden die Lokomotiven mit einem zentral auf dem Dach angeordneten Scheinwerfer geliefert. Bald nach der Betriebsaufnahme versetzte man diesen auf die rechte Seite in mittiger Fahrzeughöhe.